# Курметуре
Курметуре (рум. Curmătură) — село у повіті Алба в Румунії. Входить до складу комуни Лупша.
Село розташоване на відстані 308 км на північний захід від Бухареста, 40 км на північний захід від Алба-Юлії, 57 км на південний захід від Клуж-Напоки.

## Населення
За даними перепису населення 2002 року у селі проживали 39 осіб, усі — румуни. Усі жителі села рідною мовою назвали румунську.